# إدموند بي غينز
إدموند بي غينز (بالإنجليزية: Edmund P. Gaines) هو عسكري أمريكي، ولد في 20 مارس 1777 في مقاطعة كلبيبر في الولايات المتحدة، وتوفي في 6 يونيو 1849 في نيو أورلينز في الولايات المتحدة.